# Makoto Yonekura
Makoto Yonekura (米倉 誠 Yonekura Makoto?,  nacido el 28 de diciembre de 1970 en Gunma) es un exfutbolista japonés. Jugaba de centrocampista y su último club fue el Cerezo Osaka de Japón.

## Trayectoria

### Clubes
| Club                 | País  | Año         |
| -------------------- | ----- | ----------- |
| NKK                  | Japón | 1989 - 1991 |
| Nagoya Grampus Eight | Japón | 1991 - 1995 |
| Cerezo Osaka         | Japón | 1996 - 1998 |

## Palmarés

### Títulos nacionales
| Título             | Club                 | País  | Año  |
| ------------------ | -------------------- | ----- | ---- |
| Copa del Emperador | Nagoya Grampus Eight | Japón | 1995 |